# Widdebrouck

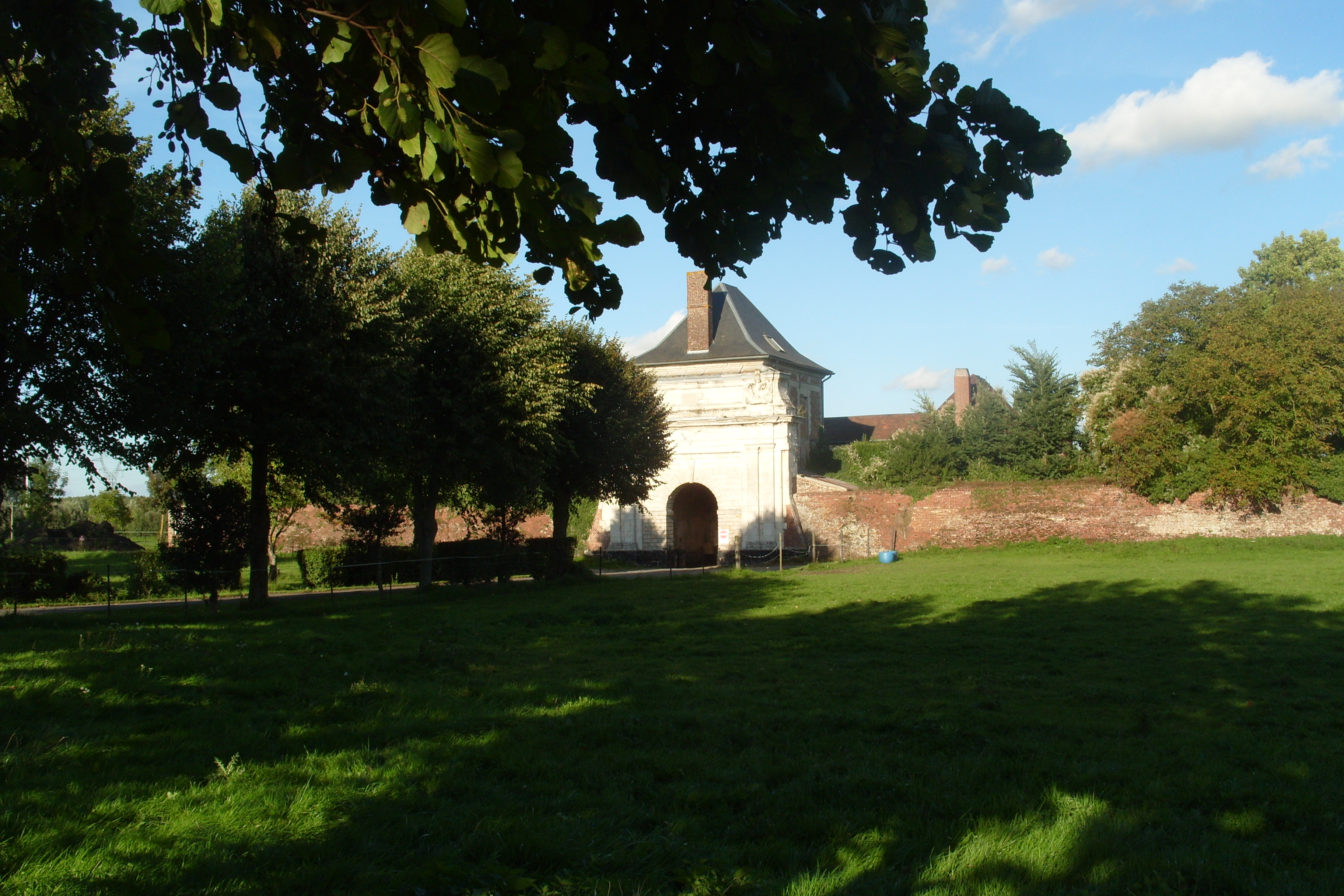
Rest der Festungsmauern im Ort

Widdebrouck (niederländisch: Widdebroek) ist ein Weiler in der französischen Stadt Aire-sur-la-Lys im Departement Pas-de-Calais.

## Geografie
Widdebrouck liegt drei Kilometer nordöstlich des Stadtzentrums von Aire-sur-la-Lys. Der Weiler liegt zwischen dem Stadtzentrum und der Grenze zum Departement Nord und der Gemeinde Boëseghem. In Widdebrouck gibt es 2 Berge: Blanc Widdebrouck im Süden und Noir Widdebrouck im Norden. Die Leie fließt südlich des Weilers.

## Geschichte
Eine alte Erwähnung des Ortes stammt aus dem Jahr 1100 als Widebroc. Religiös hing der Ort von der Pfarrei Saint-Martin ab. Offiziell fiel sie jedoch nicht unter Widder, sondern unter die Kastellan von Kassel in Flandern. Als in Aire-sur-la-Lys schon Französisch oder Picardisch gesprochen wurde, sprach man in Widdebrouck weiterhin noch flämisch. Die Romanisierung des Ortes fand relativ spät statt.
Der Ort lag im 17. Jahrhundert in einem umstrittenen Gebiet zwischen dem französischen König und den spanischen Niederlanden. Nach der französischen Belagerung von Aire-sur-la-Lys 1641 ließ Philipp IV. Von Spanien 1642 das Fort Saint-François in Widdebrouck errichten.
Am Ende des Ancien Régime wurde Widdebrouck in die Gemeinde Aire-sur-la-Lys eingemeindet.